# CD80
CD80 (B7-1) je typ membránového proteinu patřící do B7 proteinové rodiny. Jedná se o protein exprimovaný na povrchu antigen prezentujících buněk (APC), konkrétně dentritických buněk, makrofágů a aktivovaných B lymfocytů. Přítomný je však také na T lymfocytech. CD80 je ligandem pro kostimulační receptory CD28 a CD152 (CTLA-4) přítomných na povrchu T lymfocytů. Vazbou s CD28 nebo CTLA-4 dojde k aktivaci proteinu, indukci proliferace T lymfocytů a produkci cytokinů. CD80 (B7-1) je glykoproteinem I typu a členem superrodiny imunoglobulinů (Ig).

## Struktura
CD80 je členem B7 proteinové rodiny, která se skládá z molekul přítomných na antigen prezentujících buňkách a jejich receptorů na T lymfocytech. CD80 je také transmembránový glykoprotein a zástupce superrodiny imunoglobulinů. Skládá se z 288 aminokyselin a jeho atomová hmotnost je 33 kDa. Skládá se ze dvou imunoglobulinům podobných domén (208 AMK), transmembránového helikálního úseku (21 AMK) a krátkého cytoplazmatického úseku (25 AA). Imunoglobulinům podobné úseky se skládají z domén typu V a typu C2. CD80 je exprimován jako monomer i dimer, forma dimeru je však častější. CD80 může přecházet z jedné této formy do druhé a existuje mezi nimi dynamická rovnováha.
CD80 sdílí 25 % sekvencí s proteinem CD86. Oba dva interagují s kostimulačními receptory CD28 a CTLA-4, avšak CD80 k nim vykazuje až 10 × vyšší afinitu. CD80 také reaguje s těmito ligandy s rychlejší kinetikou a nižší disociační konstantou než CD86. Lidské CD80 a CD86 jsou lokalizovány na chromosomu 3, konkrétně jde o 3q13.3-q21 region.
Lidský a myší CD80 sdílejí přibližně 44 % sekvencí. Navíc oba dva dokáží reagovat jak s lidským, tak s myším CD28. Tato skutečnost ukazuje na vysokou konzervovanost vazebného místa CD80.

## Funkce
CD80 je receptorem pro proteiny CD28 a CTLA-4, které jsou přítomny na povrchu T lymfocytů. Vazba s CLAT-4 však vykazuje až 2500 vyšší aviditu než s CD28. CD80 se na CD28 i CTLA-4 váže s nižší afinitou a vysokou reakční rychlostí. Tím je umožněna rychlá interakce mezi komunikujícími buňkami. Tyto interakce vytvářejí významné kostimulační signály na imunologické synapsi mezi APC, B lymfocyty, dendritickými buňkami a T lymfocyty. Výsledkem je aktivace, proliferace a diferenciace T a B lymfocytů. Při stimulaci CD80 se pomocné T lymfocyty diferencují preferenčně v Th1 lymfocyty.
Právě aktivace T lymfocytů je hlavní funkcí CD80. Jeho úloha v aktivaci adaptivních mechanismů je proto velmi významná. K aktivaci T lymfocytů je potřeba dvou signálů. První z nich je zajištěn vazbou antigen specifickým receptorem na povrchu T lymfocytu (TCR) s antigenním peptidem prezentovaným na MHC (major histokopatibility complex) glykoproteinech na povrchu APC. Druhý signál je poskytován interakcí kostimulačních molekul na povrchu T lymfocytů a jejich ligandy na APC. Protein CD80 je jedním ze dvou hlavních ligandů pro kostimulační receptor CD28. Druhým proteinem tvořící ligand je protein CD86 (B7-2), který taktéž náleží do proteinové rodiny B7. Interakcí CD28 s CD80 dojde ke spuštění série událostí vedoucí ke zvýšení citlivosti TCR k antigenu, proliferaci, přežívání T lymfocytů a indukci cytokinů. Pokud nedojde ke stimulaci T lymfocytu druhým signálem (CD80/CD28) může dojít ke stavu anergie. CD80 kostimulační signál je nezbytný k iniciaci mnoha T buněčných odpovědí, protože po aktivaci se T lymfocyty mohou vyvíjet v buňky efektorové nebo buňky paměťové, které hrají významnou roli v řízení imunitní odpovědi. Interakce CD80 s CD28 posiluje produkci cytokinů (především IL6), tvorbu prozánětlivých molekul, buněčnou proliferaci, brání apoptóze a stimuluje dendritické buňky. Pomocí interakce CD80 s CD28 také dokáží neutrofilní granulocyty aktivovat makrofágy.
S molekulami CD80 může také interagovat namísto stimulačního proteinů CD28 kostimulační receptor CTLA-4 (CD125), který má inhibiční účinek. CTLA-4 je exprimovaný na regulačních T lymfocytech (Treg). Tato interakce posiluje tlumivý efekt regulačních T lymfocytů, který dokáže předcházet reakci imunitního systému na vlastní antigeny. CTLA-4 reaguje s CD80 s vyšší afinitou než CD28 a tím mohou aktivně kompetovat s efektorovými lymfocyty o vazbu a bránit jim tak v přístupu ke kostimulačním molekulám. Zároveň také dochází ke snížení exprese těchto povrchových molekul na povrchu APC, inhibici TCR a CD28 zprostředkované signální transdukci. Tímto mechanismem je bráněno rozvoji autoimunitních reakcí. Tato interakce může také spustit signální dráhu vedoucí k expresi enzymu indolamin-2,3-dioxygenázy (IDO) v dendritických buňkách.
CD80 reaguje také s ligandy na NK buňkách. NK buňky při takovém kontaktu způsobují smrt buněk nesoucích na svém povrchu CD80. Další úlohou CD80 je negativní regulace efektorových a paměťových T lymfocytů. Pokud je interakce mezi APC a T lymfocytem dostatečně stabilní, tak dokáže T lymfocyt odstranit molekulu CD80 z povrchu APC. Za správných podmínek může tento přenos CD80 způsobit apoptózu T lymfocytu. V neposlední řadě signalizace CD80 na aktivovaných B lymfocytech může regulovat tvorbu protilátek během infekce.

## Klinický význam
Role CD80 v rámci regulace imunitního systému je poměrně komplikovaná a CD80 se může podílet na více různých onemocněních. Zvýšená přítomnost CD80 na povrchu buňky je spojená se vznikem autoimunitních chorob jako jsou roztroušená skleróza, systémový lupus erythematodes nebo sepse. Způsobeno to však může být přespříliš aktivními T lymfocyty. Zvýšená přítomnost CD80 na povrchu buněk také napomáhá šíření HIV v organismu. CD80 je také zmiňována v kontextu některých druhů rakoviny. Jsou známi zkušenosti kdy CD80 navozuje toleranci nádorů skrze interakce s regulačními T lymfocyty. V další případech zvýšená přítomnost CD80 inhibovala jak růst nádorů, tak vznik metastází.
Interakce CD80 byla zkoumána jako možný způsob imunoterapie. Docházelo k aktivaci NK buněk a jimi zprostředkované buněčné smrti.